# Cabeça Dinossauro ao Vivo 2012
Cabeça Dinossauro ao Vivo 2012 é o quarto álbum ao vivo dos Titãs. O álbum consiste em uma reprodução ao vivo do terceiro disco da banda, Cabeça Dinossauro, lançado em 1986. Gravado 26 anos após a versão original de estúdio, foi tocado na íntegra e respeitando a ordem original das faixas. Também é o primeiro álbum com o baterista Mario Fabre, que assumiu as baquetas da banda logo após a saída de Charles Gavin em 2010. Em 2013, o álbum levou a banda a ser indicada ao Prêmio da Música Brasileira, na categoria Melhor Grupo de Pop/Rock/Reggae/Hip hop/Funk.
O álbum foi lançado em CD, DVD e Blu-Ray pelo selo independente do grupo, intitulado Titãs - Diversão e Arte, com distribuição da Universal Music Group. Os fãs puderam obter cópias autografadas numa sessão de autógrafos promovida pela banda na Livraria Cultura, em São Paulo. As imagens do DVD são todas em preto e branco, sendo algumas captadas do meio da plateia, e com poucos aparatos técnicos, dispensando o uso de gruas, por exemplo.
A ideia de regravar o álbum ao vivo veio após um convite do espaço cultural Sesc Belenzinho para que a banda participasse do Projeto Álbum, que resgata discos considerados antológicos. A velocidade com que os ingressos se esgotavam para todos os shows fez o grupo identificar um potencial no registro das apresentações. O quarteto não cogitava revisitar o álbum, pois considerava isso "moda de gringo", mas tocá-lo novamente fez com que eles "revisitassem seu DNA", algo que influenciaria o então vindouro trabalho de estúdio deles, Nheengatu, lançado em 2014.

## Recepção
| Críticas profissionais | Críticas profissionais |
| Avaliações da crítica  | Avaliações da crítica  |
| Fonte                  | Avaliação              |
| ---------------------- | ---------------------- |
| Folha de S.Paulo       | [ 2 ]                  |

Thales de Menezes, da Folha de S.Paulo, avaliou o álbum como "ótimo" e considerou a turnê Cabeça Dinossauro como o ponto alto da celebração dos 30 anos de carreira da banda.

## Faixas (CD e DVD)
| N.º | Título                 | Compositor(es)                                         | Vocais principais | Duração |  |
| 1.  | "Cabeça Dinossauro"    | Arnaldo Antunes, Branco Mello, Paulo Miklos            | Branco Mello      | 3:07    |  |
| 2.  | "AA UU"                | Marcelo Fromer, Sérgio Britto                          | Sérgio Britto     | 2:38    |  |
| 3.  | "Igreja"               | Nando Reis                                             | Branco Mello      | 2:49    |  |
| 4.  | "Polícia"              | Tony Bellotto                                          | Sérgio Britto     | 2:19    |  |
| 5.  | "Estado Violência"     | Charles Gavin                                          | Paulo Miklos      | 3:06    |  |
| 6.  | "A Face do Destruidor" | Arnaldo Antunes, Paulo Miklos                          | Paulo Miklos      | 0:42    |  |
| 7.  | "Porrada"              | Arnaldo Antunes, Sérgio Britto                         | Sérgio Britto     | 2:47    |  |
| 8.  | "Tô Cansado"           | Arnaldo Antunes, Branco Mello                          | Branco Mello      | 2:36    |  |
| 9.  | "Bichos Escrotos"      | Arnaldo Antunes, Sérgio Britto, Nando Reis             | Paulo Miklos      | 3:13    |  |
| 10. | "Família"              | Arnaldo Antunes, Tony Bellotto                         | Sérgio Britto     | 4:12    |  |
| 11. | "Homem Primata"        | Ciro Pessoa, Marcelo Fromer, Nando Reis, Sérgio Britto | Sérgio Britto     | 3:34    |  |
| 12. | "Dívidas"              | Arnaldo Antunes, Branco Mello                          | Branco Mello      | 3:11    |  |
| 13. | "O Que"                | Arnaldo Antunes                                        | Paulo Miklos      | 6:09    |  |

## Músicos
- Branco Mello - voz e baixo
- Paulo Miklos - voz e guitarra
- Sérgio Britto - voz, teclados e baixo
- Tony Bellotto - guitarra

### Músico de apoio
- Mario Fabre - bateria